# Das siebte Kreuz

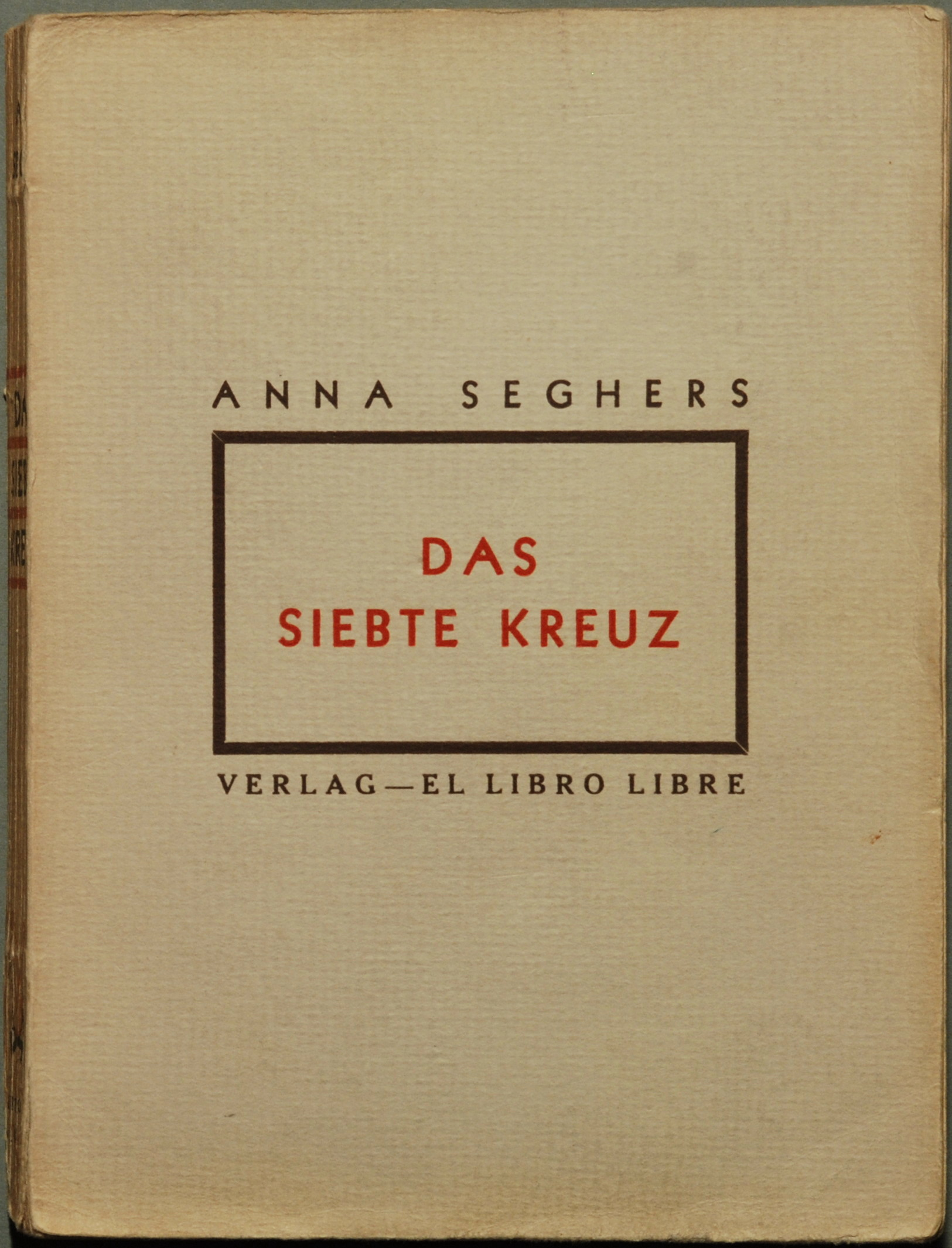
Einbandgestaltung (Broschur) des Erstdrucks

Das siebte Kreuz ist ein Roman von Anna Seghers über die Flucht von sieben Häftlingen aus einem Konzentrationslager während der Zeit des Nationalsozialismus.
1938 begann Anna Seghers die Arbeit an ihrem Roman im Exil in Südfrankreich. Da sie keine Recherchen an den Örtlichkeiten des Romans durchführen konnte, griff sie auf eine Region als Schauplatz zurück, die sie als gebürtige Mainzerin kannte. Das von ihr zugrundegelegte Konzentrationslager Osthofen befand sich auf einem damals stillgelegten Fabrikgelände nahe Worms.
Bereits 1939 erschien das erste Kapitel in der Moskauer Zeitschrift Internationale Literatur. 1942 wurde der komplette Roman in den USA in englischer Sprache und im mexikanischen Exilverlag El Libro Libre („Das Freie Buch“) in deutscher Sprache veröffentlicht. Ebenfalls 1942 wurde in den USA eine Comic-Fassung verlegt. Durch den Abdruck in zahlreichen Zeitungen Amerikas dürfte die complete pictorial version damals bis zu 20 Millionen Leser erreicht haben. 1944 erschien eine überarbeitete und gekürzte Ausgabe für die auf den europäischen Kriegsschauplatz entsandten US-Soldaten. Später wurde von Anna Seghers das weitere Leben einiger Romanfiguren in Erzählungen fortgeführt (Das Ende, Die Saboteure, Vierzig Jahre der Margarete Wolf).

## Form und Inhalt
1937 bricht Georg Heisler mit sechs Mitgefangenen aus dem Konzentrationslager Westhofen bei Worms aus. Der KZ-Kommandant Fahrenberg befiehlt, die Entflohenen innerhalb von sieben Tagen zurückzubringen. Er lässt die Kronen von sieben Bäumen kappen und an den Stämmen in Schulterhöhe je einen Querbalken anbringen, so dass sieben Kreuze entstehen, eines für jeden Flüchtigen. Sechs der Entflohenen werden entweder gefasst oder kommen auf der Flucht um, doch das siebte Kreuz bleibt frei. Georg Heisler gelingt schließlich die Flucht in Richtung der Niederlande.
Jeder der sieben Flüchtigen mit ihren unterschiedlichen Berufen und Biografien steht für eine soziale Schicht. Auch die Vertreter des Nationalsozialismus, allen voran der Lagerkommandant Fahrenberg, verkörpern politische Haltungen in Nazi-Deutschland. Zusammen mit den Randfiguren des Romans entsteht ein Querschnitt durch die Gesellschaft dieser Zeit.
Auf den ersten beiden und der letzten Seite berichtet ein namenloser Gefangener ausschließlich in der „Wir“-Form im Rückblick vom Eindruck, den die Geschehnisse des Hauptteils auf die Insassen gemacht haben, diese Teile übernehmen die Funktion eines Prologs bzw. Epilogs. Im Hauptteil schildert ein allwissender Erzähler in sieben Kapiteln die siebentägige Flucht Heislers, die nur gelingen konnte, weil Heisler bei all seinem Mut kein Individualist ist wie die anderen Flüchtigen, sondern als Kommunist Rückhalt bei seinen Genossen im Untergrund findet. Aber auch gutwillige Deutsche, politisch nicht organisiert, helfen ihm auf seiner Flucht. Jeder dieser Menschen muss allerdings unter Zeitdruck die Gefahren bedenken, die ihm und seiner Familie für den Fall der Aufdeckung entstehen, und sie gegen Mitmenschlichkeit, Vertrauen, Hilfsbereitschaft und Solidarität abwägen. Auch die Denunzianten und die von der Gestapo eingeschüchterten und bedrohten Zeugen müssen entscheiden, wie viel sie von ihrem Wissen preisgeben, und in welchem Maße sie sich dem Unrechtsstaat ausliefern.
Für die KZ-Insassen ist, trotz aller grausamen Behandlung durch den Kommandanten und trotz der sechs toten Flüchtlinge, sein offenkundiges Scheitern ein Zeichen der Hoffnung. Das Buch schließt mit einem Satz aus Sicht der Häftlinge: „Wir fühlten alle, wie tief und furchtbar die äußeren Mächte in den Menschen hineingreifen können bis in sein Innerstes, aber wir fühlten auch, dass es im Innersten etwas gab, was unangreifbar war und unverletzbar.“

## Handlung
Georg Heisler und sechs andere KZ-Insassen (Wallau, Beutler, Pelzer, Belloni, Füllgrabe und Aldinger) fliehen an einem nebligen Herbsttag früh morgens bei einem Arbeitseinsatz außerhalb ihres Lagers, nachdem sie einen Wärter niedergeschlagen haben. Mit Hundestaffeln und Scheinwerfern sucht man nach ihnen. Nach kurzer Zeit wird Beutler angeschossen und zurückgebracht, den anderen gelingt zunächst die Flucht. Der Lagerkommandant Fahrenberg lässt das Gebiet weiträumig absperren und schwört, dass er alle geflohenen Häftlinge in sieben Tagen wieder eingefangen hat. Er lässt auf dem zentralen Platz des Lagers sieben Platanen kappen und an jeden Stamm ein Querbrett nageln. Alle Lagerinsassen haben unter drakonischen Strafmaßnahmen zu leiden. Bald übernimmt die Gestapo die Ermittlungen, und ein Kommissar bezieht mit seinem Mitarbeiter ein Büro in der Lagerverwaltung.
Georg kriecht durch das Abwasserrohr unter einer kleinen Fabrik und gelangt über ein Feld ins nächste Dorf. Er muss kurzentschlossen über die glassplitterbewehrte Mauer einer Berufsschule klettern, wobei er sich an der linken Hand verletzt. Aus einem Schuppen stiehlt er die Jacke eines Schülers, was seinen Verfolgern ein Erkennungsmerkmal an die Hand gibt. Um unerkannt aus diesem Dorf herauszukommen, nimmt er ein Maschinenteil mit einem Artikelschein daran an sich, um sich damit auszuweisen. In Buchenau angekommen, rastet er und kann sich in einen Hof retten. Aufgrund der laufenden Fahndung werden alle Häuser im Ort durchsucht, und er versteckt sich hinter einem Holzstapel. In unmittelbarer Nachbarschaft wird Pelzer gestellt und zunächst für Georg gehalten, weshalb die Fahndung in diesem Dorf eingestellt wird. Georg kann das Dorf unbehelligt verlassen, er will nach Frankfurt zu seiner Liebsten Leni; der Gedanke an sie hatte ihn über die Jahre seiner Gefangenschaft aufrechterhalten. Bei der Mitfahrt auf einem Brauereifahrzeug wird er auf einer Landstraße zwischen Oppenheim und Mainz abgesetzt.
Vom nächsten Dorf aus gelangt Georg per Straßenbahn nach Mainz. Ein Obdach suchend, begibt er sich in den Dom, um in einer Nische zu schlafen. Seine abgelegte Sträflingskleidung wird bereits am nächsten Tag gefunden, jedoch durch den Pfarrer verbrannt. Da ihm klar wird, dass die Verletzung an seiner Hand ärztlich versorgt werden muss, geht Georg am Morgen zur Behandlung in eine jüdische Arztpraxis, wird jedoch beobachtet und später gemeldet. Auch der Arzt wird denunziert.
Georg geht rheinabwärts und tauscht mit einem Schiffer die Jacke, die als Spur identifiziert wird, als dieser sie am Abend verkaufen will. Mit einem Angler, der sich ihm anschließt, wandert er weiter und sieht sich von ihm plötzlich auf eine Halbinsel geführt. Als ihn ein Polizist anspricht, flieht er, kann die Verfolger abschütteln und gelangt über ein Fabrikgebiet wieder in die Stadt. Dort ist Markttag, und er überredet eine Marktfrau, ihn in ihrem Lastwagen mitzunehmen. Diese setzt ihn hinter Mainz-Mombach ab und Georg verbringt die Nacht in einem Schuppen. Am nächsten Morgen mischt er sich in eine Gruppe Kinder, kann mit ihnen per Fähre den Rhein überqueren und gelangt per Anhalter nach Höchst und von dort aus nach Frankfurt-Niederrad. Voller Hoffnung klopft er bei Leni an, aber die ist inzwischen mit einem Nationalsozialisten liiert, hat ein Kind und gibt vor, Georg nicht zu erkennen. Er steckt in Eile alles Essbare ein, dessen er habhaft werden kann, und verlässt die Wohnung.
Unterdessen wird Georgs Schwiegervater Mettenheimer durch die Gestapo vernommen und nun pausenlos observiert. Auch dessen Tochter Elli, mit der Georg zwar ein Kind hat, aber nur kurze Zeit in ehelicher Gemeinschaft gelebt hatte, wird einbestellt und steht unter ständiger Beobachtung. Als sie abends einen Verehrer empfängt, wird dieser für Georg gehalten, verhaftet und brutal zusammengeschlagen. Unter dem Eindruck dieses Vorfalls kündigt ihr die Vermieterin. Trotzdem lässt sie sich auf ein konspiratives Treffen mit einem ehemaligen gemeinsamen Freund ein, kann jedoch letztlich keine Hilfe bieten.
In Worms wird Wallau vom Trambahnschaffner Bachmann verraten, der dem Druck der Gestapo nicht mehr standhalten konnte. Die Frauen der beiden Männer sind seit Jahrzehnten befreundet und die Bachmanns sind in die Fluchtpläne eingeweiht. Wallaus Frau und seine Schwester werden verhaftet, seine Kinder in ein nationalsozialistisches Erziehungsheim eingewiesen.
Nachdem er den Straßenbahnschienen gefolgt ist, steht Georg vor dem Haus, welches ihm Belloni (der bei der Flucht über die Dächer in den Tod gestürzt war, nachdem ihm in die Füße geschossen wurde) im KZ beschrieben hatte. Frau Marelli, die dort Kostüme für Zirkusartisten schneidert, gibt ihm Kleidung und acht Mark, die ihr Belloni zu viel gegeben hatte. Den gelblichen Mantel trägt er fortan bis zum Ende der Romanhandlung. Ein Versuch, Kontakt zu einem alten Bekannten aufzunehmen, schlägt fehl. Um sich ausruhen zu können, folgt er einer Prostituierten auf ihr Zimmer und legt sich dort nieder. Später wird er durch verdächtige Geräusche geweckt und flieht aus dem Fenster.
Am Morgen wird Georg in einem Schnellrestaurant durch zwei frühere Bekannte erkannt, die beiden entscheiden sich jedoch, ihn trotz der ausgesetzten hohen Belohnung nicht zu melden. Am Eschenheimer Turm in Frankfurt trifft er zufällig Füllgrabe. Dieser will sich stellen und Georg überzeugen, mitzukommen. Das Ansinnen weist Georg von sich und geht nun, wieder alleine, gedanklich alle noch verbliebenen möglichen Kontaktpersonen durch. Da er weiß, dass alle aus seiner Familie observiert werden, muss er auf frühere Freunde und Bekannte setzen. Aus Sicherheitsgründen kann er sie aber nicht selbst aufsuchen, er muss jemanden vorschicken, und er denkt dabei an seinen alten Freund Paul Röder.
Röder wohnt mit seiner Frau in Frankfurt-Bockenheim und ist zu Hause. Georg wird herzlich aufgenommen, erzählt aber nicht gleich, dass er der Flüchtling ist, nach dem überall gefahndet wird. Paul will ihm helfen und versucht, Kontakt zu zwei von Georgs vermutlich vertrauenswürdigen Bekannten aufzunehmen. Der erste war jedoch kurz zuvor verhaftet und nach Westhofen gebracht worden, und der zweite will Georg nicht kennen, da er Paul für einen Spitzel der Gestapo hält. Deswegen bringt Röder Georg zu seiner Tante Katharina Grabber, die ein Fuhrunternehmen besitzt und Georg widerwillig, aber ohne Wissen um seine Identität, einstellt und ihm somit zunächst Sicherheit gibt.
Aldinger, der älteste der sieben Geflohenen, schafft es weitgehend unbehelligt bis in die Nähe von Wertheim. In Sichtweite seines Heimatdorfes ereilt ihn aber ein Herzinfarkt, er wird von seiner Familie zu Hause aufgebahrt und im Ort bestattet.
Paul organisiert unterdessen mit Hilfe des alten Arbeitskollegen und Kommunisten Fiedler für Georg eine Unterkunft bei Dr. Kreß in der Riederwaldsiedlung, welcher ihn mit dem Auto abholt. Nach einer durchwachten Nacht kommt endlich Fiedlers Ehefrau mit einem Umschlag, in dem sich ein gefälschter niederländischer Pass und etwas Geld befinden. Georg soll sich am nächsten Tag um 5:30 Uhr an der Anlegestelle an der Kasteler Brücke in Mainz am Schleppkahn Wilhelmine einfinden. Er wird von Kreß in Kostheim abgesetzt, vertreibt sich die Zeit im Garten eines Wirtshauses und verbringt die Nacht mit der Frau, die dort bedient hat.
Pünktlich am nächsten Morgen ist Georg an der Kasteler Brücke. Dort zeigt er dem Wachposten seinen Pass und gelangt auf den Kahn.
Alle anderen Entflohenen wurden entweder gefasst oder sind tot. Fahrenberg lässt die eingefangenen Häftlinge an die mit Nägeln gespickten Platanen binden und die Nägel aus den übrigen Bäumen entfernen, so dass sie nun Totenkreuzen ähneln. Wallau wird durch Leutnant Bunsen und Scharführer Zillich zu Tode geprügelt. Nach Ablauf der sieben Tage müssen Fahrenberg und sein Adjutant Zillich das Lager verlassen; unter der neuen Leitung werden sofort alle sieben Platanen gefällt. Der Wechsel des Kommandanten bedeutet für die Lagerinsassen nur ein geringfügiges Nachlassen der Grausamkeiten, die Tatsache jedoch, dass einem von ihnen die Flucht geglückt ist, lässt sie die Umstände etwas leichter ertragen. Es wird angedeutet, dass Fahrenberg nach seiner Absetzung Selbstmord begangen haben könnte.

## Figuren

### Georg Heisler
Der Kommunist Georg Heisler ist die zentrale Figur des Romans; als Einziger der sieben Flüchtlinge überlebt er, indem er in die Niederlande flüchtet. Seine Jugend ist geprägt von unbeständigen Freundschaften.

### Ernst Wallau
Der ehemalige Betriebsrat und Abgeordnete Wallau ist ebenfalls einer der sieben Flüchtlinge und für Heisler Vorbild und geistige Hilfe. Nachdem er gefasst wird, redet er nicht und wird schließlich von Bunsen und Zillich erschlagen. Er hat die Flucht geplant und war damit eine Art Mentor für die anderen. 

### Albert Füllgrabe
Füllgrabe ist ein wohlhabender Kaufmann, der an Kommunisten spendete, bevor er in das Konzentrationslager kam. Über ihn wird gesagt, dass er die Flucht schaffen könne. Er kannte Heisler bereits von früher und trifft ihn zufällig in Frankfurt; bei einem Gespräch auf der Bank einer Grünanlage will Füllgrabe ihn überreden, sich mit ihm bei der Gestapo zu stellen, was Heisler jedoch ablehnt. Füllgrabe geht schließlich zur Gestapo und stellt sich.

### Belloni (Anton Meier)
Er ist Zirkusartist und versucht seine Flucht über die Hausdächer. Dabei stürzt er jedoch in den Tod, weil die schaulustige Menge die Gestapo gerufen hat und diese ihm in die Füße schießt. 

### Albert Beutler
Er ist der erste der Flüchtlinge der noch am selben Tag der Flucht angeschossen und geschnappt wird. 

### Aldinger
Aldinger ist der älteste der Flüchtlinge und kaum einer rechnet damit, dass er bei der Flucht sonderlich weit kommt. Jedoch wird er letztendlich nie geschnappt, sondern stirbt auf der Flucht an einem Herzinfarkt und wird von seiner Familie bestattet.

## Historischer Kontext
Anna Seghers Darstellung von Westhofen basiert auf Berichten von Gefangenen aus dem KZ Sachsenhausen. Der Name „Westhofen“ spielt auf das KZ in Osthofen an, einen Nachbarort von Westhofen im rheinland-pfälzischen Landkreis Alzey-Worms. Das KZ Osthofen war 1934 allerdings bereits aufgelöst worden. Möglicherweise diente die reale Flucht von Max Tschornicki aus dem KZ Osthofen als Vorlage.
Seghers wollte mit ihrem Roman zeigen, dass Häftlinge aus einem Konzentrationslager ausbrechen konnten, und zwar mit Hilfe Gleichgesinnter, dass der Faschismus in Hitler-Deutschland bekämpft wurde und dass die Nationalsozialisten nicht allmächtig waren.

## Rezeption
In der DDR wurde der Roman Das siebte Kreuz als Pflichtlektüre auch im Deutschunterricht der Oberschulen besprochen, zumal Anna Seghers 1952–1978 Präsidentin des Deutschen Schriftstellerverbands in der DDR war.
Das siebte Kreuz wurde als einziges Werk einer Frau in die ZEIT-Bibliothek der 100 Bücher aufgenommen, zudem ist es Teil der ZEIT-Schülerbibliothek. Marcel Reich-Ranicki bezeichnete es 1988 als Meisterwerk der deutschen Literatur und als den bedeutendsten deutschen Roman über das Leben während des „Dritten Reiches“ und nahm es in seinen 2002 erschienenen Kanon der deutschen Literatur auf. Die erste deutsche Fassung des Bildromans erschien unter: Anna Seghers/William Sharp: Das siebte Kreuz. Mit Originalillustrationen von 1942. Aufbau Verlag, Berlin 2015. ISBN 978-3-351-03604-1
Das siebte Kreuz wurde für die neunte Staffel der Veranstaltungsreihe Frankfurt liest ein Buch ausgewählt, die vom 16. bis 29. April 2018 im Rhein-Main-Gebiet stattfand.

## Adaptionen
Der aus Österreich stammende und in die USA emigrierte Regisseur Fred Zinnemann verfilmte Das siebte Kreuz 1944 in den USA (Originaltitel: The Seventh Cross). Die Rolle des Georg Heisler wurde von Spencer Tracy gespielt. In weiteren Rollen spielten Signe Hasso (Toni), Jessica Tandy (Liesel Roeder), Agnes Moorehead (Madame Marelli) und Hume Cronyn, der für seine Rolle als Paul Roeder 1945 eine Oscar-Nominierung für die beste Nebenrolle erhielt.
1955 adaptierte Hedda Zinner in der DDR den Stoff zu einem Hörspiel, in dem u. a. Willy A. Kleinau, Harry Hindemith, Franz Kutschera, Ernst Kahler, Paul Streckfuß, Aribert Grimmer, Horst Preusker, Werner Pledath, Horst Schönemann, Paul Lewitt sowie Gerry Wolff mitwirkten.

## Musik
- Hans Werner Henze komponierte seine Sinfonia Nr. 9 (1995–1997) nach Motiven des Romans Das siebte Kreuz.
- Der Schweizer Komponist Marc Kilchenmann komponierte auf der Basis des Romans die Seghers-Tetralogie für Traversflöte und Streichquartett: Nr. 1: Jeder neue Schritt ist immer nur der vorletzte, Nr. 2: Jetzt zusammen sein, in welcher Hölle immer, Nr. 3: An ihm war nichts richtig, aber sein Blick war richtig, Nr. 4: Unter der gleichen Gefahr, im gleichen kühlen Wind.

## Sekundärliteratur
- Rüdiger Bernhardt: Textanalyse und Interpretation zu „Das siebte Kreuz.“ Reihe Königs Erläuterungen und Materialien 408, Bange Verlag, Hollfeld 1. Aufl. 2012 ISBN 978-3-8044-1982-7.
- Ursula Elsner: Anna Seghers, Das siebte Kreuz. Oldenbourg Interpretationen, 76, München 1999. ISBN 3-486-88696-7.
- Dagmar Fischborn (Dagmar Borrmann) Theatralische Adaptionen epischer Texte als besondere Form der Wechselbeziehung zwischen Theater und Literatur. Franziska Linkerhand und Das siebte Kreuz am Mecklenburgischen Staatstheater Schwerin. Dissertation A. Deutsche Nationalbibliothek. Signatur Frankfurt: H 85b/6201, Signatur Leipzig: Di 1985 B 4212.
- Alexander Stephan: Anna Seghers: ‚Das siebte Kreuz‘. Welt und Wirkung eines Romans. Aufbau-Verlag, Berlin 1997, ISBN 3-7466-5199-9.